# トレイル・オリエンテーリング

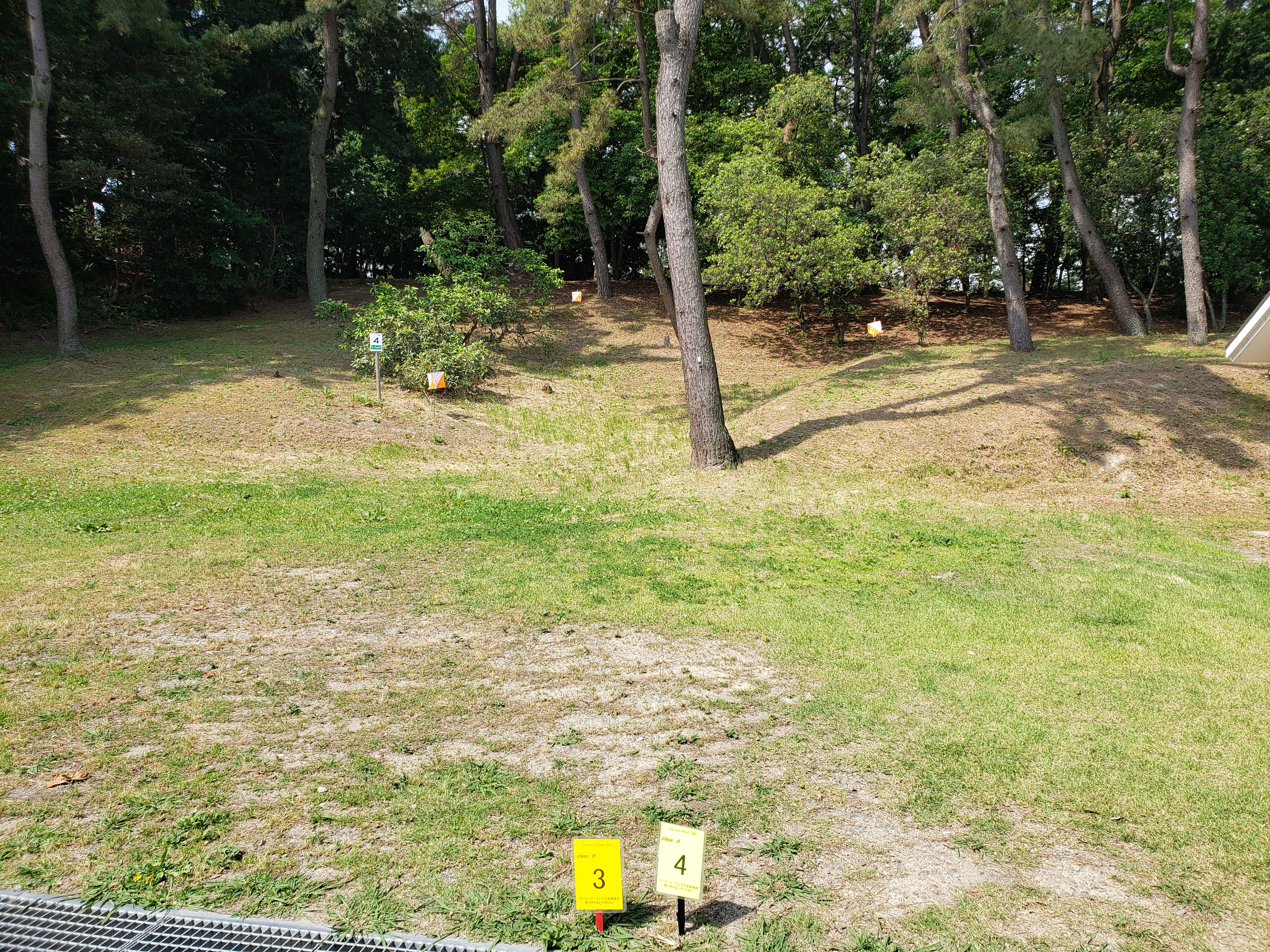
トレイルOのコントロール

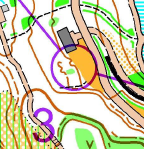
トレイルOの課題が描かれた地図

トレイル・オリエンテーリング（英語: trail orienteering）あるいはトレイルOとは、国際オリエンテーリング連盟が公式に推進しているオリエンテーリング4種目のうちの1つであり、専用の地図と現地をどれほど正確に照らし合わせることができるかを競う個人競技である。
フットやスキー、MTBという他のオリエンテーリング種目が、スタートからコントロールを経てフィニッシュまでの所要時間を競う競技であるのに対し、トレイルOは、読図と現地の解釈の精度を競う競技であることから、障害者スポーツとしても受け入れられている。
トレイルOでは、林道・遊歩道の整備された森林や公園のような屋外で行われる、等高線や植生・水系などが描かれた地図を詳細に読み解く技術を、設定された課題を現地で解くことで競う。課題は、尾根や沢などの自然の地形あるいは人工物を利用して作成され、白とオレンジが組み合わされたオリエンテーリング用のフラッグが地表に設置される。課題ではそのフラッグのうち、地図にマークされた場所はどのフラッグに当てはまるかを答える。
トレイルOのコースは複数の課題を含み、競技中に移動できるルートは車椅子が通行できる道のみであり、それぞれの課題は道上から解く（道から外れることはルール違反である）。このため、トレイルOは、健常者と車椅子を使用するような移動障害者とが同じコースで競うことができるスポーツとなっている（競技では、電動・手動車椅子あるいは杖などの移動補助具の使用が認められている）。
大会では一般的に、移動障害の有無によるクラスが分けられる他、競技者のレベルによるクラス分けがなされる。

## 歴史
1980年に障害者でもできるオリエンテーリングはないかという議論が始まり、車椅子オリエンテーリングなどの案が出る中でトレイル・オリエンテーリングが誕生した。初期の頃は障害者スポーツとしてその発展をみたが、現在では健常者も同一コースで競技するようになっており、健常者と障害者が互いに競い合えるスポーツであることがトレイルOの大きな特徴と言える。
1992年に国際オリエンテーリング連盟の公式な競技分類となった。
1994年以降、ヨーロッパ選手権が毎年開催されるようになった。
最初のトレイルOワールドカップが1999年に開催され、その代わりとなる世界選手権が、2004年から毎年開催されている。2005年の世界選手権は愛知県で開催された。
日本国内では、2004年度より日本オリエンテーリング協会主催の全日本選手権大会が開催されている。

## 競技形式

### PreO
PreO（プリO）は、Precision Orienteeringの略であり、非計時のコントロールといくつかのタイムコントロールから構成される競技形式である。
競技者はスタートで地図を与えられる。その地図には、コントロールの位置（○印）およびスタート（△印）とフィニッシュ（◎印）が示されている。各コントロールには、オリエンテーリング用フラッグが1個から5個までの範囲で設置されていて、競技者は地図とコントロール位置説明を元に、どれが○印の中心にあたるフラッグなのか、あるいはそのようなフラッグは無い（正解なし）のかを回答する。
競技者は正答を導くために、道上を移動しあらゆる角度から検討することが可能だが、車椅子を使用する競技者による移動の困難な小道や林の中へ入っていくことは禁じられる。
各コントロールにはディシジョンポイント（DP）が設けられていて、設置されたフラッグはそのDPから見て向かって左からA,B,C,D,Eと指定される。競技者は、主催者から与えられたコントロールカードに回答を記録する。正答には1点が与えられ、誤答には得点は与えられない。
上級クラスにおいてはタイムコントロール（TC）が設定される。TCでは、5個または6個のフラッグがコントロール群（ステーション）ごとに設置され、競技者は同じ場所から複数のコントロールを一つずつ連続して回答する。また、PreOのTCでは「正解なし」を正答とするコントロールは設定されない。それぞれのステーションにおいて、開始の合図から最後のコントロールに回答するまでの所要時間が計測され、順位を決める際に同点の競技者が複数いた場合、所要時間と誤答によるペナルティ（60秒）の合計が短い競技者が上位になる。

### TempO
TempO（テンポ）は、タイムコントロールのみで構成される競技形式である。
2000年代後半より、トレイルOの新しい試みとして始まり、世界選手権では2011年より試行され、2013年から正式種目となった。
最大の特徴は、全てのコントロールがTCで構成されているためにスピード感が求められる点であり、トレイルOでのスプリント競技とも呼ばれる。PreOにおけるTCと異なり、「正解なし」を正答とするコントロールを設定可能で、誤答によるペナルティは30秒である。

### リレー
リレーは、2人以上の競技者で構成されるチーム対抗の競技形式で、コースはPreO部とTempO部から構成される。
PreO部は次の2パターンのコース設定方法がある（1チーム3人として説明する）。
1. 3人合わせて30コントロールが設定されている（コントロール数は3の倍数）。
  - 第一走者は、30コントロールのうち、任意の10コントロールに回答する。
  - 第二走者は、第一走者が回答していない20コントロールのうち、任意の10コントロールに回答する。
  - 第三走者は、第一・第二走者が回答していない10コントロールに回答する。
2. 競技者ごとに12コントロールが設定されている。
  - チームごとに各走者が回答するコントロールは、運営者によって割り当てられている。
  - チーム単位で見ると、回答するコントロールの組み合わせは全チームで同じになっている。

PreOとTempOのルールは個別競技のものと同様であるが、リレーならではのルールとして、競技時間はチームとして与えられ、時間配分はチームの戦略に委ねられる点がある。また、PreO部が1のルールで行われると、第一・第二走者が回答するコントロールを選択する自由度も生じるため、より戦略性が増す。
世界選手権では国別対抗戦として、2015年まで3人分のPreOの成績を合算したものを採用していたが、2016年から3人1チームのリレーに変更となった。

## 地図
トレイルOで用いる地図は、フットOと同様の地図図式に則って作成され、その縮尺は基本的に1:5000か1:4000である。一般に、フットO用の地図に比べて地形や植生、特徴物などの情報がより詳しく表現してある。